# Famille Duquesnoy

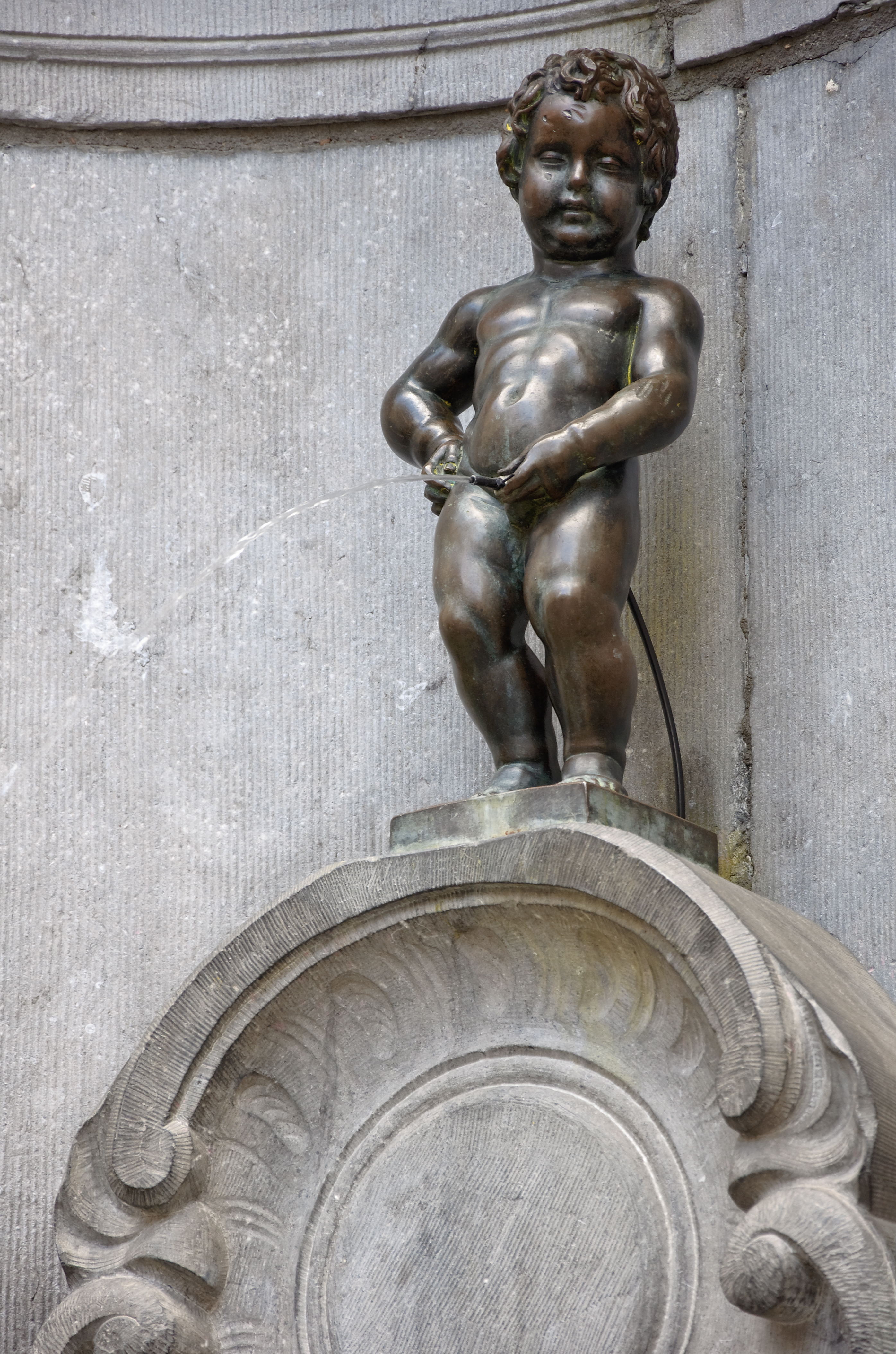
Le Manneken-Pis par Jérôme Duquesnoy l'Ancien

La famille Duquesnoy, est une famille de laquelle sont issus des sculpteurs renommés au XVIIe siècle en Flandre et à Rome.
À cette famille appartiennent :
- Jérôme Duquesnoy l'Ancien (1570, (?) - 1641, (?)), sculpteur, créateur du Manneken-Pis

et ses fils
- François Duquesnoy (1597, Bruxelles - 1643, Livourne), sculpteur, aussi connu comme Fattore di Putti pour ses putti, des petits garçons nus représentés dans leurs jeux bucoliques[1],
- Jérôme Duquesnoy le Jeune (1602, Bruxelles -1654, Gand), sculpteur, condamné et exécuté à Gand pour viol de deux petits garçons[2].

## Pour approfondir